# Phialomyces humicoloides
Espèce
Phialomyces humicoloides est une espèce de champignons Ascomycètes de la famille des Aspergillaceae.

## Description
Cette espèce peut produire des conidiophores terverticillés.

## Taxonomie
Le nom correct complet (avec auteur) de ce taxon est Phialomyces humicoloides (Bills & Heredia) Houbraken, Frisvad & Samson, 2020.
L'espèce a été initialement classée dans le genre Merimbla sous le basionyme Merimbla humicoloides Bills & Heredia, 2001. Elle a été reclassée dans le genre Phialomyces avec deux autres espèces à la suite d'une analyse phylogénétique regroupant dans ce genre, les espèces Penicillium arenicola, Merimbla humicoloides et Phialomyces macrosporus.
Phialomyces humicoloides a pour synonymes :
- Merimbla humicoloides Bills & Heredia, 2001
- Penicillium humicoloides (Bills & Heredia) S.W. Peterson, Jurjevic, Bills, Stchigel, Guarro & F.E. Vega, 2010

## Publication originale
- (en) J. Houbraken, S. Kocsubé, C.M. Visagie, N. Yilmaz, X.C. Wang, M. Meijer, B. Kraak, V. Hubka, K. Bensch, R.A. Samson et J.C Frisvad, « Classification of Aspergillus, Penicillium, Talaromyces and related genera (Eurotiales): An overview of families, genera, subgenera, sections, series and species », Studies in Mycology, Pays-Bas, vol. 95,‎ mars 2020, p. 5-169 (ISSN 0166-0616, e-ISSN 1872-9797, DOI 10.1016/j.simyco.2020.05.002, lire en ligne)